# Geogarypus pisinnus
Geogarypus pisinnus är en spindeldjursart som beskrevs av Harvey 1986. Geogarypus pisinnus ingår i släktet Geogarypus och familjen Geogarypidae. Inga underarter finns listade i Catalogue of Life.